# Александров Олександр Васильович
Олекса́ндр Васи́льович Алекса́ндров (справжнє прізвище Коптєлов; рос. Александр Васильевич Александров; 1 квітня 1883, Рязанська губернія, Російська імперія — 8 липня 1946, Берлін, Німеччина) — російський радянський композитор і диригент, народний артист СРСР, генерал-майор, професор. Автор музики Гімну СРСР.

## Біографія
1913 року закінчив Московську консерваторію і з 1918 року працював в ній на педагогічній роботі. З 1928 року Александров — організатор і керівник Червонопрапорного ансамблю пісні й танцю Радянської Армії, якому присвоєно його ім'я. Член КПРС з 1939 року.
Автор музики Гімну СРСР. "Первинно мелодія, використана Алєксандровим, написана всередині 1870-х українським композитором Миколою Лисенком і називалася «Епічний фрагмент». Схожість помітив член Національної спілки композиторів України Андрій Бондаренко. До нього звернулася викладачка Кропивницького музичного коледжу Марина Долгих. Для курсу української музичної літератури вона шукала запис «Епічного фрагмента». Композитор зізнався, що взагалі не знає цього твору, але пообіцяв поцікавитися. Незабаром він дістав ноти, сів за фортепіано і почав грати…
«Мої емоції в цей момент важко передати цензурними словами, — розповідає А. Бондаренко. — Звучав гімн СРСР!».
За його словами, «Епічний фрагмент op.20» написаний у формі рондо. При цьому епізод має дві частини і в останньому проведенні звучить лише друга його частина у динамізованому вигляді". [Євген Букет, Кореспондент АрміяInform]